# Aldea Santa María (Entre Ríos)
Pour les articles homonymes, voir Aldea Santa María.
Aldea Santa María est une localité argentine située dans le département de Paraná et dans la province d'Entre Ríos. Elle est située sur la rive droite, à 2 km de la route nationale 12, qui la relie au sud-ouest à Cerrito et au nord-est à La Paz.

## Histoire
La colonie a vu le jour en 1887 lorsqu'un groupe d'Allemands de la Volga, fraichement arrivés en Argentine, a acheté une estancia de 3 000 hectares à M. Enrique Woodrich. L'estancia n'avait pas de sources d'eau, on suppose donc que les immigrants ont pu être trompés, compte tenu de l'importance de cette circonstance pour l'établissement d'une nouvelle ville. Les terres étaient couvertes de maquis espinal, qui a été progressivement remplacé par des cultures agricoles, favorisées par la fertilité du sol.
Les limites de compétence du conseil de direction ont été fixées par le décret no 5471/1986 MGJE du 13 novembre 1986. Les limites de l'aire urbaine ont été fixées par le décret no 5472/1986 MGJE du 13 novembre 1986.

## Démographie
La population du village, c'est-à-dire à l'exclusion de la zone rurale, était de 228 en 1991 et de 269 en 2001. La population dans la juridiction du conseil de l'administration locale était de 658 en 2001.

## Statut de commune
La réforme de la Constitution de la province d'Entre Ríos entrée en vigueur le 1er novembre 2008 a prévu la création de communes, qui a été réglementée par la loi sur les communes no 10644, adoptée le 28 novembre 2018 et promulguée le 14 décembre 2018. La loi prévoit que tout centre de population stable d'une superficie d'au moins 75 km2 contenant entre 700 et 1 500 habitants constitue une commune de 1re catégorie. La loi sur les communes a été réglementée par le pouvoir exécutif provincial par le biais du no décret 110/2019 du 12 février 2019, qui a déclaré la reconnaissance ad referendum du pouvoir législatif de 34 communes de 1re catégorie à compter du 11 décembre 2019, parmi lesquelles se trouve Aldea Asunción. La commune est dirigée par un département exécutif et un conseil communal de 8 membres, dont le président est également le président communal. Ses premières autorités ont été élues lors des élections du 9 juin 2019.